# قطعنامه ۱۵۶۹ شورای امنیت
قطعنامهٔ ۱۵۶۹ شورای امنیت سازمان ملل متحد که در تاریخ ۲۹ مارس ۲۰۰۵ تصویب شد، سندی بین‌المللی دربارهٔ بررسی وضعیت در مورد سودان است. این قطعنامه طی نشست ۵۱۵۳ام با ۱۲ رای موافق، ۰ مخالف و ۳ ممتنع تصویب شد.